# Мнішкув (Лодзинське воєводство)
Мнішкув (пол. Mniszków) — село в Польщі, у гміні Мнішкув Опочинського повіту Лодзинського воєводства.
Населення — 655 осіб (2011).
У 1975-1998 роках село належало до Пйотрковського воєводства.

## Демографія
Демографічна структура станом на 31 березня 2011 року:
|          | Загалом | Допрацездатний вік | Працездатний вік | Постпрацездатний вік |
| -------- | ------- | ------------------ | ---------------- | -------------------- |
| Чоловіки | 329     | 82                 | 210              | 37                   |
| Жінки    | 326     | 72                 | 188              | 66                   |
| Разом    | 655     | 154                | 398              | 103                  |